# 安娜堡站
安娜堡站（英語：Ann Arbor station）是位於美國密歇根州安娜堡的一個火車站，美铁狼獾号在此经停，該列车每天在伊利諾伊州芝加哥和密歇根州龐蒂亞克之間運行三班，途經底特律。